# Emil Selenka

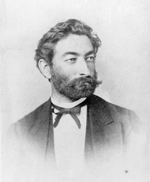
Emil Selenka

Emil Selenka (* 27. Februar 1842 in Braunschweig; † 21. Januar 1902 in München) war ein deutscher Zoologe, Schriftsteller und Forschungsreisender.

## Leben
Selenka war der Sohn des Hofbuchbindermeisters Johannes Jacob Selenka. Er besuchte zuerst die städtische Bürgerschule, später das Gymnasium und das Collegium Carolinum zu Braunschweig und studierte von 1863 bis 1866 Naturwissenschaften an der Universität Göttingen. Bevor er nach Göttingen ging, wurde er Mitglied der Braunschweiger Burschenschaft Germania. Im Anschluss an sein Studium wurde er zunächst Assistent am Zoologischen Institut der Universität und veröffentlichte Beiträge zur Kenntnis der Holothurien. Er wechselte 1868 als Professor für Zoologie und vergleichende Anatomie an die Universität Leiden. 1874 nahm er den Lehrstuhl an der Universität Erlangen an. In den Jahren seiner Lehrtätigkeit unternahm Selenka zahlreiche Reisen, so unter anderem 1877 nach Brasilien, 1887 nach Nordafrika, 1889 nach Indien und Java, 1892 nach Borneo und Ceylon und von dort 1893 weiter nach China und Japan. Er widmete sich dabei insbesondere dem Studium der Entwicklungsgeschichte der Anthropoiden (Affen). 1896 legte er seine Professur in Erlangen nieder und wurde zum Honorarprofessor an der philosophischen Fakultät der Münchner Universität ernannt und als außerordentliches Mitglied in die Bayerische Akademie der Wissenschaften aufgenommen.
Selenka arbeitete vor allem über Entwicklungsgeschichte, besonders der Echinodermen und Wirbeltiere und engagierte sich in der Friedensbewegung. Er gehörte zudem zum Kreis um Bertha von Suttner, die engen Kontakt zur Stadt Braunschweig und seiner dort lebenden Schwester Bertha hielt, die als Lehrerin an der Städtischen Mädchenschule arbeitete. Er war zudem seit Herbst 1892 Mitglied der Freimaurerloge „Libanon zu den drei Cedern“ in Erlangen und wurde nach seinem Tod dort in den Ehrentempel für geschiedene Bruder aufgenommen.
Er gehörte mit Isidor Rosenthal und Max Reeß zu den Mitbegründern und Herausgebern der Zeitschrift Biologisches Zentralblatt.

## Familie
Selenka war zweimal verheiratet.
- vor 1877 mit seiner ersten Frau, mit der er Brasilien bereiste, um die dortigen Meeresfauna zu studieren. Sie war eine Schwester seiner zweiten Frau und starb 1886, worunter er sehr litt.
- seit 1893 mit seiner zweiten Frau Margarethe Lenore (geborene Heinemann, geschiedene Neubürger), mit der er zunächst Java, Sumatra, Borneo und Britisch-Indien und später Ceylon, Borneo, China und Japan bereiste.

## Werke
- Die fossilen Krokodilinen des Kimmeridge von Hannover. In: Palaeontographica. Band 16. Theodor Fischer, Kassel 1846, S. 137–144 (Textarchiv – Internet Archive).
- Zoologische Studien. Band 1: Befruchtung des Eies. Wilhelm Engelmann, Leipzig 1878, (archive.org).
- Studien über Entwicklungsgeschichte der Tiere. In mehreren Heften erschienen, C. W. Kreidel, Wiesbaden und postum aufgrund seines Nachlasses fortgesetzt.
- Zur Entwicklung der Affen.
- Menschenaffen (Anthropomorphae) : Studien über Entwickelung und Schädelbau. Band 1. Lieferung 1. Rassen, Schädel und Bezahnung des Orangutan. 1898; Lieferung 2. Schädel des Gorilla und Schimpanse. und Entwickelung des Gibbon (Hylobates und Siamanga) 1899; Lieferung 3. Fortsetzung Entwickelung des Gibbon (Hylobates und Siamanga). 1900.
- Zur Entstehung der Placenta des Menschen.
- Der Schmuck des Menschen.
- mit Leonore Selenka: Sonnige Welten. Ostasiatische Reiseskizzen. Borneo – Java – Sumatra – Vorderindien – Ceylon – Japan. 2. umgearbeitete und ergänzte Auflage, C. W. Kreidel, Wiesbaden 1905 (archive.org).